# Elitegroup Computer Systems

ECS-Logo

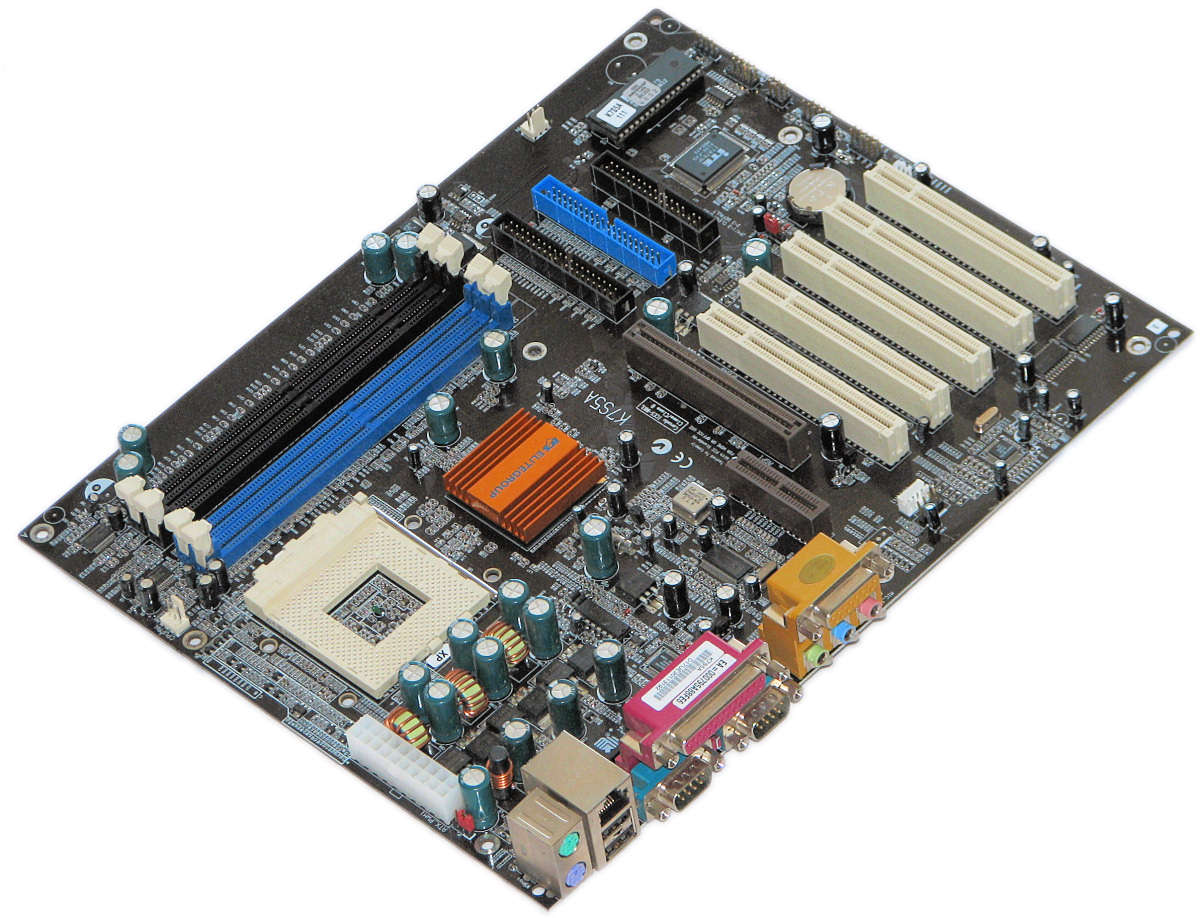
Elitegroup-Mainboard mit Chipsatz SIS 735

ECS (Elitegroup Computer Systems, chinesisch 精英電腦, Pinyin Jīng Yīng Diànnǎo) ist ein taiwanischer Hersteller von Computerhardware, hauptsächlich Motherboards. Das Unternehmen wurde 1987 in Taipeh, Taiwan, gegründet und wird heute von Chairman Johnson Chiang geführt.
Im September 1994 wurde ECS Elitegroup als erster Motherboard-Hersteller an der taiwanischen Börse gelistet. ECS verfügt mittlerweile über Niederlassungen in Nordamerika, Europa und in diversen Pazifik-Anrainerstaaten.
2008 arbeiteten weltweit mehr als 9500 Mitarbeiter für ECS und produzierten über 21 Millionen Motherboards. Das entsprach etwa 15 Prozent der globalen Nachfrage an Motherboards. Damit gehörte ECS zusammen mit ASUSTeK (21 Mio.), Gigabyte Technology (19 Mio.) und MSI (16 Mio.) zu den vier größten Motherboardherstellern weltweit.
Zwischenzeitlich erweiterte ECS Elitegroup die Entwicklung und Fertigung, teilweise durch Aufkäufe, um die Produktion von Notebooks, Entertainment-PCs der Baureihe DeskNote sowie Hardware-Komponenten und Multimedia-Produkte.

Altes PCChips-Logo

1998 wurde Elitegroup von dem Billig-Motherboardhersteller PC Chips (Hsing Tech Enterprise Co., Ltd.) übernommen. Da Elitegroup einen leicht höherwertigen Ruf hatte, wurde nach dem späteren Zusammenschluss beider Unternehmen der Name ECS Elitegroup gewählt. Im Jahr 2000 übernahm ECS das Unternehmen Alphatop, der als einziger Lieferant für den amerikanischen Computerhersteller Apple iBooks produzierte. ECS produzierte unter anderem das PowerBook G4 12" und die iBooks für Apple. 2006 wurde der Notebookhersteller Uniwill übernommen, wodurch ECS ein wichtiger OEM auch in diesem Marktbereich wurde.